# Endasys pentacrocus
Endasys pentacrocus är en stekelart som beskrevs av Luhman 1990. Endasys pentacrocus ingår i släktet Endasys och familjen brokparasitsteklar. Inga underarter finns listade i Catalogue of Life.